# Сирано (лунный кратер)
Кратер Сирано (лат. Cyrano) — большой древний ударный кратер в южном полушарии обратной стороны Луны. Название присвоено в честь французского драматурга, философа, поэта Сирано де Бержерака (1615—1655); утверждено Международным астрономическим союзом в 1970 г. Образование кратера относится к донектарскому периоду.

## Описание кратера

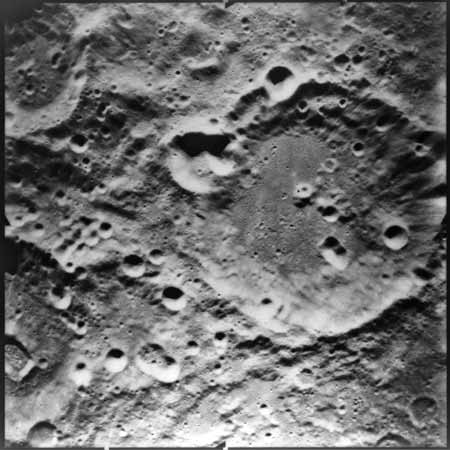
Снимок кратера с борта Аполлона-15 (север справа).

Ближайшими соседями кратера являются кратер Гагарин на западе; кратер Арминский на северо-западе; кратер Гейгер на севере-северо-востоке; кратер Парацельс на востоке-юго-востоке и кратер Барбье на юге.Селенографические координаты центра кратера 20°22′ ю. ш. 157°22′ в. д. / 20,37° ю. ш. 157,37° в. д., диаметр 79,6 км, глубина 2,8 км.
Кратер Сирано имеет полигональную форму и значительно разрушен. Вал сглажен и отмечен множеством маленьких кратеров, особенно в северной части. Юго-западную оконечность вала перекрывает сателлитный кратер Сирано P. Внутренний склон вала неравномерный по ширине, с остатками террасовидной структуры. Дно чаши сравнительно ровное в южной части, пересеченное в северной. В северной части чаши расположено несколько небольших чашеобразных кратеров. Невысокий округлый центральный пик смещен к западу от центра чаши.

## Сателлитные кратеры

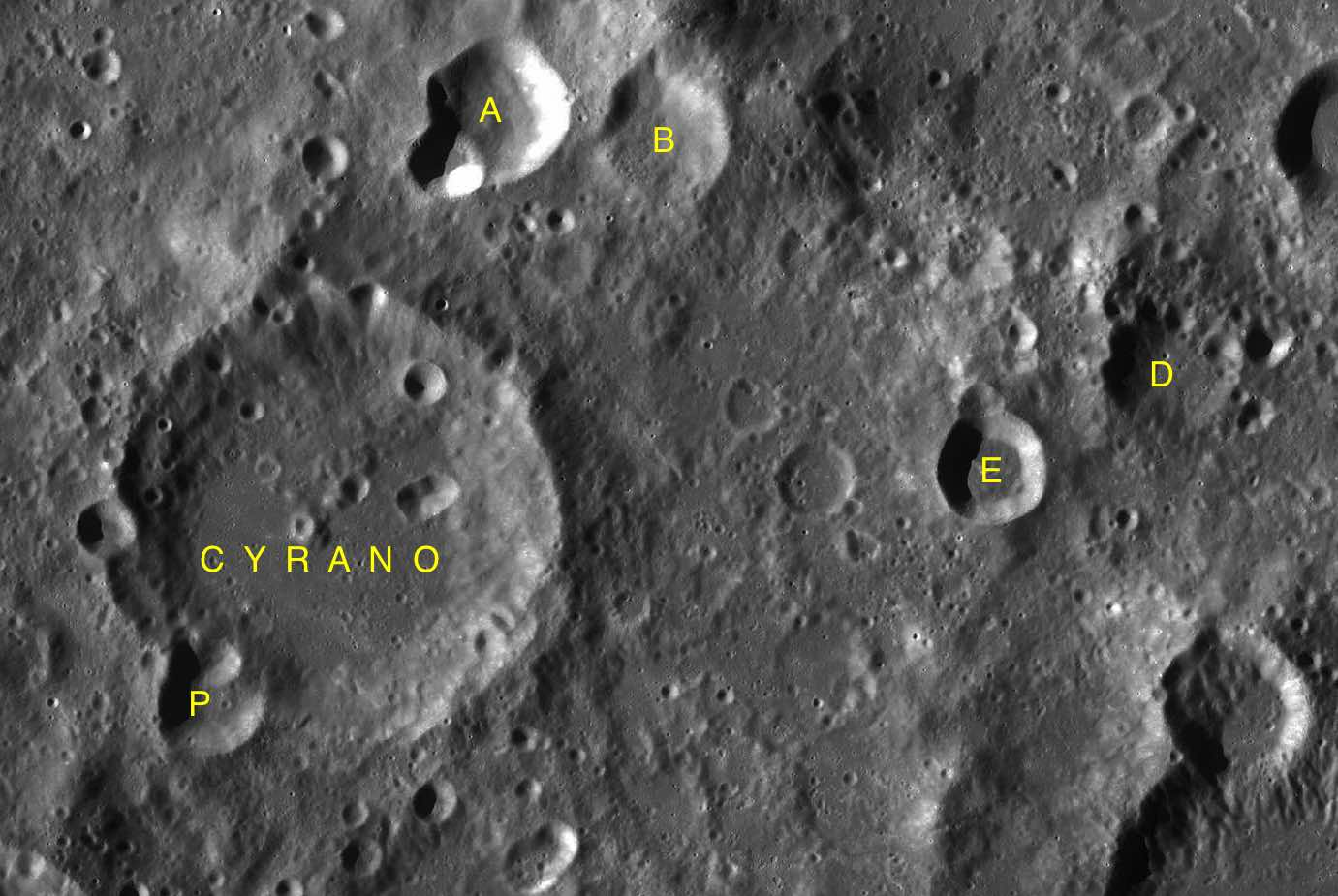
Фрагмент карты LAC-103.

| Сирано | Координаты                                              | Диаметр, км |
| ------ | ------------------------------------------------------- | ----------- |
| A      | 18°01′ ю. ш. 158°27′ в. д. / 18,01° ю. ш. 158,45° в. д. | 23,9        |
| B      | 18°09′ ю. ш. 159°26′ в. д. / 18,15° ю. ш. 159,44° в. д. | 22,2        |
| D      | 19°25′ ю. ш. 162°30′ в. д. / 19,42° ю. ш. 162,5° в. д.  | 24,6        |
| E      | 20°04′ ю. ш. 161°25′ в. д. / 20,07° ю. ш. 161,42° в. д. | 19,7        |
| P      | 21°22′ ю. ш. 156°36′ в. д. / 21,36° ю. ш. 156,6° в. д.  | 19,0        |